# Marco Buschmann

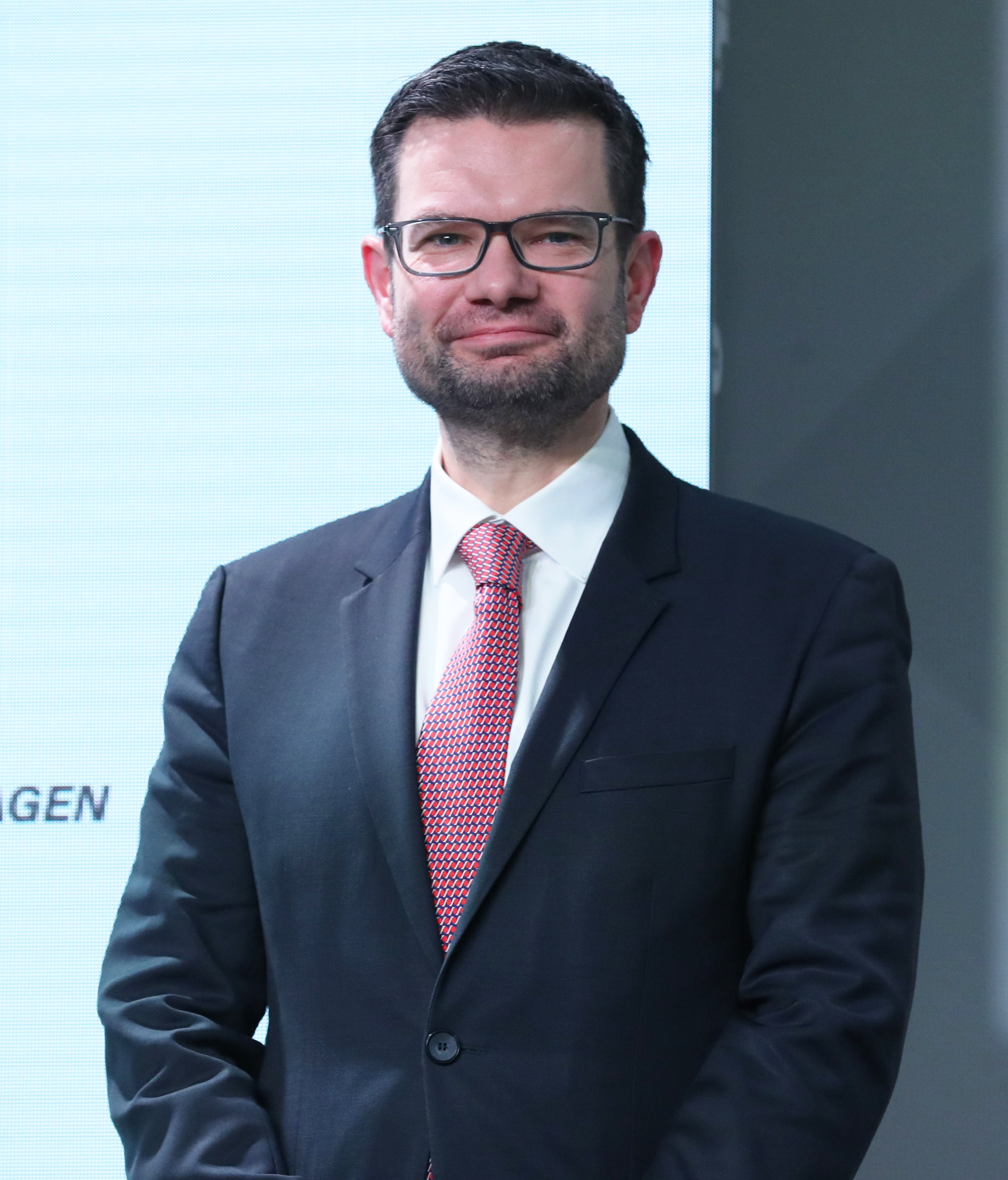
Marco Buschmann (2021)

Marco Buschmann (* 1. August 1977 in Gelsenkirchen) ist ein ehemaliger deutscher Politiker (FDP). Er war von Dezember 2021 bis November 2024 Bundesminister der Justiz.
Von 2009 bis 2013 und erneut von 2017 bis 2025 war er Mitglied des Deutschen Bundestages. Von Juni 2012 bis April 2014 war er Generalsekretär der FDP Nordrhein-Westfalen und von Juni 2014 bis September 2017 Bundesgeschäftsführer der FDP. Zudem war er von Oktober 2017 bis Dezember 2021 Erster Parlamentarischer Geschäftsführer der FDP-Bundestagsfraktion. Von Dezember 2024 bis Mai 2025 war er kommissarischer Generalsekretär seiner Partei.

## Studium und Beruf
Von 1984 bis 1988 besuchte Buschmann die Grundschule an der Neustraße in Gelsenkirchen-Erle. Nach dem Abitur am Max-Planck-Gymnasium in Gelsenkirchen-Buer 1997 absolvierte er den einjährigen Zivildienst im Pflegeheim Bruder-Jordan-Haus in Gelsenkirchen-Buer. Danach studierte Buschmann Rechtswissenschaft an der Rheinischen Friedrich-Wilhelms-Universität in Bonn. 2004 absolvierte er sein Erstes Staatsexamen. Es folgte ein juristischer Vorbereitungsdienst am Landgericht Essen und 2007 das Zweite Staatsexamen. Er arbeitete als Rechtsanwalt für White & Case LLP Düsseldorf. Seit November 2009 ruhte sein Arbeitsverhältnis mit der Kanzlei. Zum 1. Januar 2014 beendete er es. Seitdem ist er selbstständiger Rechtsanwalt.
2016 erfolgte seine Promotion zum Dr. jur. an der Universität zu Köln mit der Dissertation EuGH und Eigentumsgarantie. Eine Analyse zu Ursprung und Inhalt des Eigentumsrechts der Europäischen Union.
Im Sommer 2019 zog Buschmann seine Kriegsdienstverweigerung zurück und nahm an einer Informationswehrübung an der Infanterieschule in Hammelburg teil.

## Politischer Werdegang

### Junge Liberale
Buschmann trat 1994 der FDP und den Jungen Liberalen (JuLis) als Mitglied bei. Von 1995 bis 1998 war er Pressesprecher der Jungen Liberalen Gelsenkirchen, zwischen 1996 und 1997 stellvertretender Bezirksvorsitzender für Programmatik der Jungen Liberalen Ruhr. Von 1997 bis 2003 war er stellvertretender Landesvorsitzender für Programmatik der der Jungen Liberalen Nordrhein-Westfalen und JuLi-Kreisvorsitzender in Gelsenkirchen. Von 1998 bis 2003 war er zudem Mitglied im erweiterten Bundesvorstand der Jungen Liberalen.

### FDP-Ämter

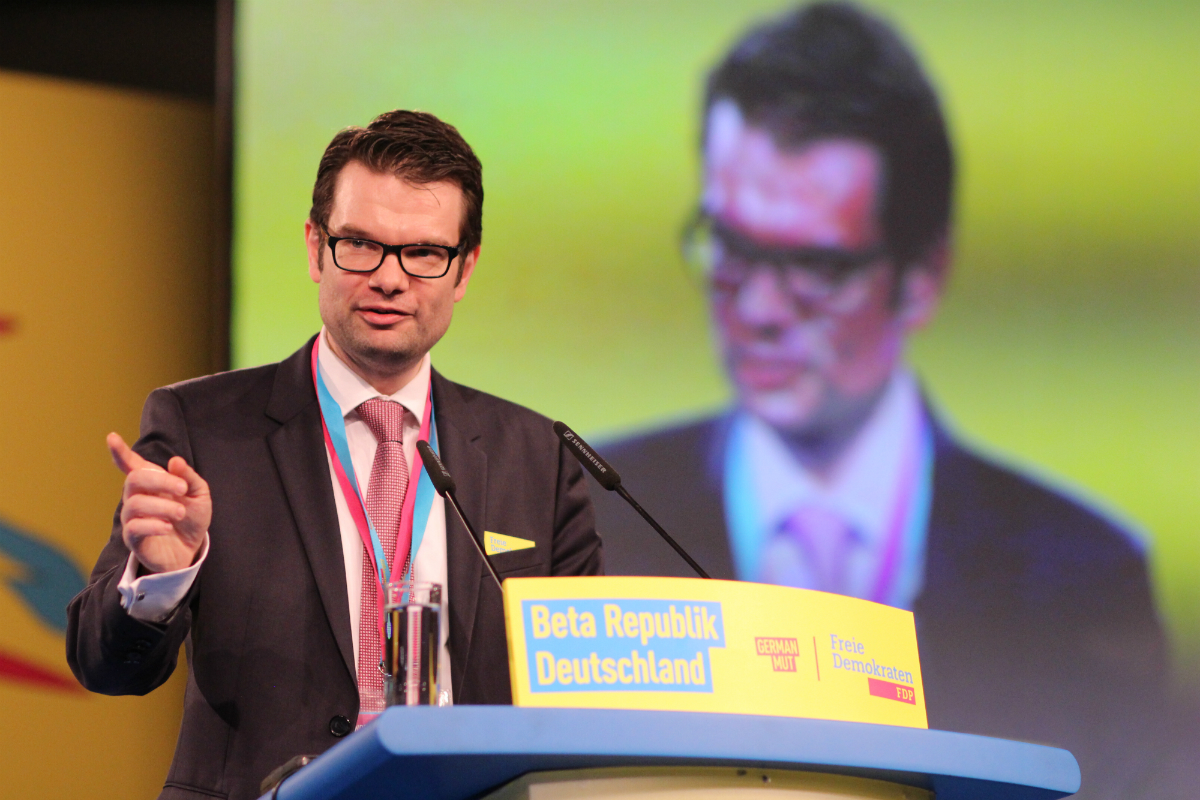
Buschmann beim FDP-Bundesparteitag 2016

Seit 1998 ist er Mitglied im Bezirksvorstand der FDP Ruhr, zunächst als Beisitzer, von 2006 bis 2024 als Pressesprecher und seit 2024 als stellvertretender Vorsitzender. Von 2004 bis 2010 war er stellvertretender Kreisvorsitzender der FDP Gelsenkirchen, seit 2010 ist er Kreisvorsitzender der FDP Gelsenkirchen.
Der Bundesvorstand der FDP berief Buschmann mit Wirkung zum 1. Juni 2014 zum Bundesgeschäftsführer. Dabei war er insbesondere mit der Aufgabe betraut, die FDP finanziell und organisatorisch zu restrukturieren. Er gehört zu den engsten Vertrauten des Bundesvorsitzenden Christian Lindner und spielte eine wichtige Rolle bei der politischen Neuaufstellung der Liberalen. In einer Reihe von Beiträgen und Interviews hat er die Methoden der werblichen Neuaufstellung der Freien Demokraten erläutert. Die FDP-Wahlkampfführung mit digitalen Konzepten weckte das Interesse internationaler Wahlkampfmanager. Nach seiner Wahl in den Deutschen Bundestag endete am 31. Oktober 2017 seine Tätigkeit als Bundesgeschäftsführer.
Am 1. Dezember 2024 wurde bekannt, dass Marco Buschmann das Amt des FDP-Generalsekretärs übernimmt. Buschmann folgte damit auf Bijan Djir-Sarai, der nach der sogenannten „D-Day-Affäre“ zurücktrat. Am 2. Dezember 2024 trat er das Amt zunächst kommissarisch an.
Am 24. Februar 2025 kündigte er jedoch angesichts der Wahlniederlage der FDP und dem zweiten Ausscheiden aus dem Bundestag bei der Bundestagswahl einen Tag zuvor seinen Rücktritt als Generalsekretär an. Einen Tag später erklärte er sein Ausscheiden aus der Politik und eine berufliche Neuorientierung. Am 17. Mai 2025 wurde er im Amt des Generalsekretärs von Nicole Büttner abgelöst.

### Deutscher Bundestag
Bei der Bundestagswahl 2005 trat er als Direktkandidat im Wahlkreis Gelsenkirchen an. 2,5 % der dortigen Erststimmen und Platz 15 auf der Landesliste Nordrhein-Westfalen reichten jedoch nicht für den Einzug in den Bundestag.
Bei der Bundestagswahl 2009 kandidierte er erneut im Wahlkreis Gelsenkirchen. Er erreichte dort 7,0 % und zog über den Listenplatz 20 in den Bundestag ein. Er war Vorsitzender der Arbeitsgruppe Recht in der FDP-Fraktion und Experte für Verfassungs- und Wirtschaftsrecht.
Durch das Scheitern seiner Partei an der Fünf-Prozent-Hürde bei der Bundestagswahl 2013 war er im 18. Bundestag nicht mehr Mitglied.
Bei der Bundestagswahl 2017 trat Buschmann im Bundestagswahlkreis Gelsenkirchen für die FDP an und wurde über Platz 4 der Landesliste der FDP Nordrhein-Westfalen in den 19. Deutschen Bundestag gewählt. Dort war er von 2017 bis 2021 Erster Parlamentarischer Geschäftsführer seiner Fraktion. Zu seinem Nachfolger wurde Johannes Vogel gewählt.
Im Bundestag war Buschmann in der 19. Wahlperiode Obmann des Ausschusses für Wahlprüfung, Immunität und Geschäftsordnung. Er gehörte zudem als ordentliches Mitglied dem Ältestenrat, dem Wahlausschuss für die Richter des Bundesverfassungsgerichts, dem Ausschuss für Recht und Verbraucherschutz, dem Gemeinsamen Ausschuss sowie dem Vermittlungsausschuss an.
Für die Bundestagswahl am 26. September 2021 kandidierte Buschmann erfolgreich auf dem Listenplatz 4 der FDP in Nordrhein-Westfalen. Als Mitglied der Steuerungsgruppe der Programmkommission war er maßgeblich an der Ausarbeitung des Wahlprogramms zur Bundestagswahl beteiligt.
Auf Vorschlag von Bundeskanzler Olaf Scholz ernannte ihn Bundespräsident Frank-Walter Steinmeier am 8. Dezember 2021 zum Bundesminister der Justiz im Kabinett Scholz. Am 6. November 2024 erklärte er aufgrund des Auseinanderbrechens der Ampel-Koalition seinen Rücktritt als Bundesminister; seine Entlassungsurkunde erhielt er am folgenden Tag.
Bei der Bundestagswahl 2025 trat Buschmann im Wahlkreis 122 und auf Platz 2 der Landesliste der FDP an und erhielt 3,3 Prozent der Erststimmen, auch seine Partei wurde nicht in den 21. Deutschen Bundestag gewählt.

## Inhaltliche Schwerpunkte

### Allgemeines
Buschmann war Mitkoordinator der erfolgreichen Verfassungsklage der Bundestagsfraktionen von CDU/CSU und FDP gegen den Berliner Mietendeckel. Weiterhin initiierte er mit seiner Fraktion und den Fraktionen von DIE LINKE und Bündnis 90/Die Grünen eine Normenkontrolle zur Überprüfung der Wahlrechtsreform der Großen Koalition aus dem Oktober 2020. Er warf der Koalition Untätigkeit vor. Buschmann warnt davor, dass ein immer weiter wachsendes Parlament weniger arbeitsfähig sei und an Akzeptanz verliere.

### Bürgerrechte
In seiner Tätigkeit als Bundestagsabgeordneter legte Buschmann einen besonderen Schwerpunkt auf den Schutz der Bürgerrechte. So engagierte er sich gegen Netzsperren und Vorratsdatenspeicherung und sprach sich für eine strenge Überprüfung bestehender Sicherheitsgesetze aus. Als Bundesjustizminister konnte er die Einführung des Quick-Freeze-Verfahrens als Alternative zur umstrittenen Vorratsdatenspeicherung erwirken. Des Weiteren ist Buschmann gegen die Einführung einer Chatkontrolle in der Europäischen Union.
2023 legte Buschmann einen Gesetzentwurf vor zur Reformierung des Völkerstrafrechts. Der Bundestag stimmte im Juni 2024 zu. Damit können Kriegsverbrechen, wenn in der Kriegsregion selbst eine Rechtsprechung nicht möglich ist, auch vor deutschen Gerichten verhandelt werden.

### Bürokratieabbau
Als Bundesminister der Justiz brachte Buschmann Maßnahmen zum Bürokratieabbau auf den Weg. Das sogenannte Meseberger Entlastungspaket beinhaltet verschiedene Entlastungsmaßnahmen mit einem Volumen von mehreren Milliarden Euro. Das Bürokratieentlastungsgesetz IV bezeichnete Buschmann als das größte Bürokratieentlastungspaket in der Geschichte der Bundesrepublik Deutschland, von Vertretern der Deutschen Industrie- und Handelskammer wurde es jedoch als noch nicht ausreichend kritisiert. Der Bürokratiekostenindex fiel infolge der auf den Weg gebrachten Maßnahmen auf ein Allzeittief. Der Nationale Normenkontrollrat bescheinigte der Bundesregierung in seinem Bericht für das Jahr 2024 insgesamt auf dem richtigen Weg zu sein, mahnte aber auch, dass der Bürokratieabbau weiter vorangetrieben werden müsse. Buschmann kündigte daraufhin an, an einem Jahresbürokratieabbaugesetz zu arbeiten, das den Bürokratieabbau im Bund verstetigen soll.

### Corona-Pandemie
Während der Corona-Pandemie plädierte er für eine stärkere Beteiligung des Parlaments und warnte im Herbst 2020 vor einer Verfassungskrise. Er setzte sich dafür ein, im Infektionsschutzgesetz konkretisierte Rechtsgrundlagen zur Bekämpfung von Corona zu schaffen sowie die sogenannte epidemische Lage nationaler Tragweite zügig in reguläres Parlamentsrecht zu überführen. Schon vor dem Amtsantritt der Ampel-Regierung legte Buschmann fest, dass es zur Frage einer Impfpflicht weder einen Fraktionszwang noch eine Vorlage der Bundesregierung geben werde. Dadurch wurde letztlich eine allgemeine Impfpflicht verhindert, da sich keine Initiative mit Mehrheit im Bundestag durchsetzen konnte. Die berufsbezogene Impfpflicht kam gleichwohl. Zusammen mit weiteren Abgeordneten der FDP-Fraktion erhob er Verfassungsbeschwerde gegen die nächtlichen Ausgangssperren in der Corona-Pandemie, die jedoch abgelehnt wurde. Im März 2024 forderte Buschmann die öffentliche Aufarbeitung der zu Pandemie-Zeiten beschlossenen Maßnahmen. Eine kritische Prüfung im Nachgang sei notwendig, da in „massiver Art“ in die Grundrechte der Menschen eingegriffen wurde.

### Digitalisierung
Als Bundesminister der Justiz kündigte Buschmann einige Maßnahmen zur Digitalisierung der Justiz an. So solle bis 2026 auf elektronische Aktenführung umgestellt sein und beispielsweise bei der Aufnahme von Strafanzeigen die Schriftformerfordernis reduziert werden. Auch Sicht des Bundesgeschäftsführers des Deutschen Richterbunds komme man mit „Trippelschritten“ jedoch nicht weiter, es erfordere „Investitionen in Milliardenhöhe“. Im Juli 2024 beschloss der Bundestag das von Buschmann vorgelegte Gesetz zur weiteren Digitalisierung der Justiz. Das Gesetz regelt zahlreiche Maßnahmen zur Modernisierung und Digitalisierung der Deutschen Justiz, wie die Ersetzung von Schriftformerfordernissen, die audiovisuelle Teilnahme an der Revisionshauptverhandlung oder auch die digitale Kommunikation im Insolvenzrecht und Restrukturierungsrecht. Buschmann plante ursprünglich ein größeres Paket, die Verweigerung der Zustimmung der Länder im Bundesrat führte aber einer Verringerung der Maßnahmen. Diese äußerten grundlegende Bedenken an den Digitalisierungsmaßnahmen.

### Migration
In einem Gastbeitrag in der Welt am Sonntag im Oktober 2023 sprachen sich Bundesfinanzminister Christian Lindner und Buschmann für eine „neue Realpolitik in der Migrationsfrage“ aus. Als Ziel definierten sie eine Reduktion der Pull-Faktoren bei der Migration nach Deutschland, zu deren Maßnahmen unter anderem eine Erschwerung der Einreise durch Grenzkontrollen, die Kürzung von Grundleistungen nach dem Asylbewerberleistungsgesetz und der spätere Bezug von höheren Analogleistungen sowie die Einführung von Bezahlkarten gehörten. Während Politiker der Ampel-Koalitionspartner Grüne und SPD auf diese Vorschläge eher verhalten reagierten (Andreas Audretsch: „Jetzt ist nicht die Zeit für Ideologie-Debatten.“), stießen diese bei der CDU eher auf Zustimmung, etwa bei Sachsens Ministerpräsident Michael Kretschmer. Einige der von Buschmann und Lindner vorgeschlagenen Maßnahmen befanden sich bereits in Umsetzung oder wurden später durch die Bundesregierung und die Bundesländer umgesetzt.
Im Jahr 2024 verhandelte Buschmann innerhalb der Bundesregierung ein sogenanntes Sicherheitspaket, das aus mehreren Gesetzesinitiativen und -änderungen auch aus dem Bereich der Migrationspolitik besteht. Durch Änderungen im Asylrecht wird die konsequente Ausweisung und Abschiebung ausländischer Gewalttäter vereinfacht, außerdem wurde die Möglichkeit geschaffen, dass Heimreisen anerkannter Schutzberechtigter in der Regel zur Aberkennung des Schutzstatus führen. Leistungen nach dem Asylbewerberleistungsgesetz für ausreisepflichtige Asylbewerber werden gestrichen, wenn ein anderer EU-Staat für deren Verfahren zuständig ist. Der Bundestag verabschiedete das Sicherheitspaket im Oktober 2024. Die oppositionelle CDU kritisierte das Paket als unzureichend. Buschmann betonte daraufhin, dass man alle Möglichkeiten, die das Recht zulässt, auch nutze, das geltende Recht in Deutschland und Europa aber eine Grenze darstelle, die man nicht übertreten werde. Die CDU-geführten Länder haben einzelnen Teilen des Sicherheitspakets im Bundesrat ihre Zustimmung verweigert.

### Wirtschaftsrecht
Im Bereich des Wirtschaftsrechts brachte Buschmann mehrere Gesetzesinitiativen auf den Weg. Im Juli 2022 trat eine Änderung des Aktiengesetzes in Kraft, mit der virtuelle Hauptversammlungen von Aktiengesellschaften ermöglicht wurden. Der Deutsche Bundestag verabschiedete im November 2023 das Zukunftsfinanzierungsgesetz, das kleinen und mittleren Unternehmen sowie Start-ups den Zugang zum Kapitalmarkt erleichtern soll. Beim koalitionsinternen Streit um das Wachstumschancengesetz warnte Buschmann davor, die Verhandlungen auf Grund sachfremder Themen zu verzögern. Familienministerin Paus hatte zuvor das Gesetz blockiert, weil die FDP ihrer Kindergrundsicherung nicht zustimmen wollte. Das Wachstumschancengesetz trat im Frühjahr 2024 in Kraft. Im April 2023 legte Buschmann einen Entwurf für ein Gesetz zur Einführung von Commercial Courts vor. Das Gesetz wurde im Juli 2024 vom Deutschen Bundestag beschlossen.

## Kontroverses
Die Beförderung seiner schon während der Regierung Merkel im Bundesministerium der Finanzen arbeitenden Ehefrau zur Referatsleiterin wurde von CSU-Generalsekretär Martin Huber wegen des „Eindrucks der Vetternwirtschaft“ kritisiert.

## Musikalisches Schaffen
Seit 2014 veröffentlicht Buschmann, der seit dem Alter von 15 Jahren Keyboardunterricht hatte, seine eigene Musik auf einem SoundCloud-Account unter dem Pseudonym MBSounds. Dort sind unter anderem ein Jingle für die Jungen Liberalen und eine mit Musik unterlegte Rede von Christian Lindner zu finden. Den Bruch der Ampelkoalition verarbeitete er 2024 in dem Stück Gehen um zu stehen.
Buschmann ist Schirmherr der Gerald-Asamoah-Stiftung für herzkranke Kinder. Im Dezember 2023 komponierte und veröffentlichte er mit den Künstlern Kai Oliver Krug und Graham Candy den Charitysong We Will Survive. Die Einnahmen aus der Veröffentlichung kommen der Gerald-Asamoah-Stiftung zugute.

## Privates
Buschmann ist römisch-katholisch und seit 2014 verheiratet.
Am 19. Mai 2023 wurde Buschmanns Wohnhaus in Gelsenkirchen aus politischen Gründen beschädigt, während er abwesend war.
Im Frühjahr 2024 übernahm Buschmann die Patenschaft für einen Stolperstein der Familie Alfred Heymann in Gelsenkirchen.